# Tubigorgia
Tubigorgia is een geslacht van neteldieren uit de klasse van de Anthozoa (bloemdieren).

## Soort
- Tubigorgia cylindrica Pasternak, 1985